# Ignazio et Antonino Salvo
Ignazio Salvo (prononcé : [iɲˈɲattsjo ˈsalvo], né à Salemi en 1932 et mort à Santa Flavia le 17 septembre 1992) et son cousin Antonino « Nino » Salvo (prononcé : [antoˈniːno ˈsalvo]) né à Salemi le 14 juillet 1929 et mort à Bellinzone le 19 janvier 1986) sont deux riches hommes d'affaires et mafieux siciliens.
Ils avaient notamment la charge de la perception des impôts en Sicile et entretenaient des relations politiques avec le parti Démocratie chrétienne, en particulier avec le maire de Palerme, Salvo Lima et le premier ministre Giulio Andreotti. Lors du Maxi-Procès de Palerme contre la mafia au milieu des années 1980, ils ont été reconnus coupables d'association avec des membres de la mafia, sans que leur appartenance directe à Cosa nostra soit établie. 

## Biographie

### Origines modestes
Les cousins Antonino et Ignazio Salvo appartiennent à une famille liée à la mafia rurale de la vallée du Belice. Dans un rapport de police confidentiel de 1972 sur la mafia de Trapani, les frères Ignazio Salvo (né en 1887 et père d'Antonino Salvo) et Luigi Salvo (né en 1888 et père d'Ignazio Salvo) sont désignés comme les chefs de la mafia de cette zone. 
Les deux cousins obtiennent leur diplôme en droit à l’université de Palerme et entament autour de 1950, un engagement politique auprès de la Démocratie chrétienne de Trapani en visant l'attribution de postes dans le secteur bancaire ou l’administration régionale. Les deux ont affaire avec la justice, Nino en 1954 dans une affaire de trafic de faux dollars à Lausanne par son oncle, Ignazio incarcéré en 1955 pour outrage et résistance à l’autorité, mais tous les deux sont relaxés.

### Alliance avec Luigi Corleo
La fortune des deux cousins commence grâce au mariage d'Antonino Salvo avec Francesca Corleo, fille du financier Luigi Corleo. Riche propriétaire terrien de Salemi, ce dernier a créé en 1946 la SATRIS (Società per Azioni per Azioni Tributaria Siciliana), devenu le plus gros collecteur d'impôts de Sicile occidentale.
Malgré l'hostilité de la famille Corleo à l'union, en raison de l'origine sociale modeste de Nino et des problèmes judiciaires de son père, Antonino Salvo et son cousin Ignazio se lancent ainsi dans l'activité de « collecteur d'impôts » auprès de Corleo.
En décembre 1950, l'Assemblée régionale avait rejeté à une voix la création d'un organisme régional de perception des impôts, si bien que la collecte des impôts indirects est à l'époque dominée par l'Ingic (Institut national de gestion des impôts à la consommation), un organisme public créé sous Mussolini pour la perception des impôts indirects, puis éclaboussé par un scandale de corruption des principaux partis italiens. Hormis la Cassa di Risparmio per le province siciliane et la Sari (Società per Azioni Riscossione Imposte) originaire de Florence,le reste des percepteurs siciliens étaient gérés par des particuliers et des petites sociétés comme la Satris (Società per Azioni Tributaria Siciliana). Les commissions, dont le maximum de 10 % était plus élevée que dans toute autre région d'Italie, étaient fixées par le conseiller régional aux Finances, favorisant le clientélisme et la corruption.
Dans ce contexte, exploitant les relations politiques tissées par Ignazio (Ignazio est membre du bureau provincial de la DC de Trapani jusqu'à sa démission du parti en 1984 pour protester contre les enquêtes antimafia) et soutenus par des dirigeants démocrates-chrétiens (notamment Salvo Lima, Attilio Ruffini et Giuseppe La Loggia), ils déploient l'activité dans la province de Trapani, mais aussi dans le reste de la Sicile jusqu'à devenir les percepteurs privés les plus puissants du pays grâce à un contrat avec la Région sicilienne leur garantissant des commissions beaucoup plus élevées.
A la tête d'un système clientéliste, grâce à la gestion des exonérations, des retards ou des dettes, ils jouent de leur poids électoral en achetant des voix et finançant les campagnes électorales pour décider de carrières politiques, appuyer ou défaire des coalitions, orienter les lois régionales. Les deux cousins contrôlent la branche du parti démocrate-chrétien de la province de Trapani et ont une grande influence sur la prise de décision régionale de la DC. Le patron de la mafia Francesco Paolo Bontade, puis son fils Stefano Bontate entretiennent une relation étroite avec les cousins Salvo, ce qui leur permet d'influencer les plus importants politiciens régionaux, dont certains membres de gouvernements italiens. Leur soutien électoral et financier profitent parfois aux autres partis, y compris à l'opposition, Nino Salvo déclarant aux juges dans les années 1980 « que les percepteurs ont largement financé tous les partis sans distinction, y compris le MSI et le Parti communiste, et ce surtout en période électorale ».
L'élection de Silvio Milazzo à la présidence de la région Sicile en octobre 1958 marque un coup d'arrêt à l'enrichissement des différences agences de recouvrement siciliennes, très lié au président démis, Giuseppe La Loggia. Son gouvernement de coalition atypique, soutenu par les communistes, les monarchistes, les néo-fascistes et des démocrates-chrétiens dissidents, prend des premières décisions défavorables aux percepteurs siciliens.Fin décembre 1959, après la réélection de Milazzo à la présidence, mais avant la nomination de ses adjoints, les Salvo, Luigi Corleo et le percepteur messinois Francesco Cambria rencontre le conseiller sortant aux Finances, Benedetto Majorana della Nicchiara, qui décide d'attribuer douze bureaux de perception (ceux de Palerme, Barcellona Pozzo di Gotto, Castelvetrano, Favara, Lampedusa, Marsala, Montevago, Palma Montechiaro, Pantelleria, Ravanusa, Riesi et Erice, soit de 14 milliards de lires de taxes et plus de 40 % de la charge fiscale de toute l'île) à la Sigert dirigée par les Cambria-Corleo-Salvo. En février, Majorana della Nicchiara profite de leur soutien pour renverser Milazzo et lui succéder à la tête du gouvernement régional. grâce à l'accord de la Démocratie chrétienne fanfinienne, le revirement des monarchistes Ernesto Pivetti, giflé par le chef mafieux Paolino Bontate et Antonino Paternò di Roccaromana, et celui de deux élus milazziens de Trapani, Antonino Barone et Spanò, encouragé par les Corleo-Salvo et la mafia locale.
La veille de Noël 1962, et en un temps record, les cousins Salvo obtiennent du maire de Palerme, Salvo Lima, que la gestion du bureau de perception des impôts de la capitale sicilienne passe de la Sigert pour la Sagap qu'ils controlent entièrement, et négocie une commission de 9,87 % . Le 1,3 milliard de commission annuelle sur les taxes palermitaines leur assure le socle de leur futur empire financier. Par la suite, les Salvo étendent leur activité économique à de nombreux autres domaines comme l'agro-industrie (agriculture, tourisme, caves coopératives) et l'hotelerie, profitant des larges subventions agricoles de l'Union européenne et de la Cassa del Mezzogiorno. Ils possédaient le complexe hôtelier Zagarella à Santa Flavia, près de Palerme. L'une de leurs sociétés immobilières, Malaspina, compte parmi les associés des membres du clan Bontade puis du clan Greco.
Alors que Corleo et Cambria restent l'un à Salemi, l'autre à Messine, les cousins Salvo s'installent définitivement à Palerme au début des années 60 pour développer leur pouvoir d'influence dans le jeu politique sicilien et leur liens avec les grandes familles mafieuses (Bontate, Badalamenti, Buscetta). Depuis lors et jusqu'au milieu des années 1980, les Salvo figurent parmi les hommes d'affaires les plus puissants de la vie économique, politique et sociale de la Sicile, jusqu'au moment où ils sont poursuivis par le pool antimafia de Palerme.
En 1975, Corleo est enlevé. Les ravisseurs réclament une rançon de 20 milliards de lires mais il n'est jamais libéré. Quelques jours plus tard, sept délinquants sont assassinés, suspectés par la police d'être les auteurs de l'enlèvement. 
En 1982, ils décident de renoncer à leur activités première jugée plus assez rémunératrice mais obtiennent une rente annuelle de 8 milliards de lires de la région pour l'usage de leur équipement.  
Alors que la Deuxième guerre de la mafia ensanglante les rues de Sicilie, Nino Salvo se réfugie en Grèce et Ignazio Salvo charge l'entrepreneur Ignazio Lo Presti dont il est proche de contacter le boss Tommaso Buscetta, en fuite au Brésil, pour qu'il fasse la médiation entre les clans ennemis ce qu'il refuse. Ce dernier a été hébergé entre octobre 1980 et janvier 1981, avec sa femme et de ses trois enfants, dans la villa voisine de l’hôtel La Zagarella des Salvo avant de partir pour le Brésil.

### Affiliation mafieuse
Ignazio et Antonino Salvo sont mentionnés dans le premier rapport minoritaire de la Commission parlementaire antimafia, rédigé en 1976 par Pio La Torre et Cesare Terranova. En juin 1970, le journal L'Ora confie une enquête sur la collecte des impôts en Sicile à Mauro De Mauro qui disparait en septembre suivant. 
En 1982, le juge Rocco Chinnici commence à enquêter sur les liens entre les Salvo et entre la mafia palermitaine avant de se faire tuer. Puis le juge Giovanni Falcone reprend les investigations et le pentito Tommaso Buscetta lui révèle l'affiliation des Salvo à Cosa nostra. 
Quelques jours après l'ancien maire de Palerme, Vito Ciancimino, ils sont arrêtés le 12 novembre 1984 et Ignazio (Nino meurt peu avant le Maxi-procès de Palerme) est reconnu coupable d'association mafieuse. Le procès montre que lorsque Lima était en Sicile, ses déplacements se font dans la voiture blindée des Salvo.
Selon le repenti Francesco Marino Mannoia, son patron Stefano Bontate lui a dit que l'affiliation des cousins Salvo devait rester confidentielle en raison de leur position dans les affaires et la politique. Les contacts avec les Salvo sont maintenus par un groupe restreint de chefs de la mafia, comme Gaetano Badalamenti, Salvatore Inzerillo et Bontade. Après le meurtre de Bontade et la défaite de l'aile modérée de Cosa nostra dans la guerre de mafia menée par les Corleonesi au début des années 1980, la relation avec les Salvo est reprise par Salvatore Riina et bien que les Salvo fassent partie du camp des perdants, leurs relations politiques étaient trop importantes pour les supprimer. 
En parallèle de la  côté de la commission de la mafia réunissant les chefs des clans sous l'autorité de Michele Greco, les Salvo dirigent une chambre de discussion plus informelle où se traitent les enjeux économiques et politiques de la Mafia. 
Les cousins Salvo sont également impliqués dans le meurtre de Mino Pecorelli le 20 mars 1979. Le 6 avril 1993, le repenti Tommaso Buscetta déclare aux procureurs de Palerme qu'il a appris par son patron Badalamenti que le meurtre de Pecorelli a été commis dans l'intérêt de Giulio Andreotti. Buscetta déclare que Gaetano Badalamenti lui avait dit que le meurtre avait été commandité par les cousins Salvo pour protéger Andreotti car Pecorelli était sur le point de publier des informations menaçant la carrière politique de l'ancien ministre. Parmi ces informations figure le mémorial complet d'Aldo Moro, qui sera publié en 1990 et que Pecorelli avait montré au général Carlo Alberto dalla Chiesa avant sa mort. Dalla Chiesa a également été assassiné par la mafia en septembre 1982.
Selon le pentito Francesco Marino Mannoia, les Salvo étaient présents lors d'une réunion avec Giulio Andreotti et le patron de la mafia Stefano Bontade pour tenter d'empêcher l'assassinat de Piersanti Mattarella, président de la région Sicile, assassiné le 6 janvier 1980 pour avoir voulu éradiquer le racket des marchés publics qui a profité à Cosa nostra.
Les cousins Salvo servent d'intermédiaire entre la mafia et les hommes politiques. En octobre 2004, la Cour de cassation statue que jusqu'au début des années 1980, l'ancien Premier ministre Giulio Andreotti a « des liens amicaux directs » avec des hommes de premier plan dans l'aile dite modérée de Cosa nostra, Gaetano Badalamenti et Stefano Bontate, favorisés par les frères Salvo, servant intermédiaires entre eux et Salvatore Lima. Les juges ont estimé qu'Andreotti a « sous-estimé » les dangers de ces contacts avérés avec les cousins de Salvo et le patron de la mafia, Stefano Bontade.
Les Salvo sont le principal contact pour « ajuster » les procès contre les mafieux. Selon le pentito Gaspare Mutolo, le circuit normal pour tous les problèmes qui nécessitent une attention à Rome passe par Ignazio Salvo, Salvo Lima et le sénateur Giulio Andreotti.
Andreotti nie d'avoir connu les Salvo. Cependant, de vieilles photographies de presse de Letizia Battaglia montrent en 1979 Andreotti avec Nino Salvo lors d'un rassemblement démocrate-chrétien tenu dans le complexe hôtelier des Salvo à Zagarella.

### Déclin

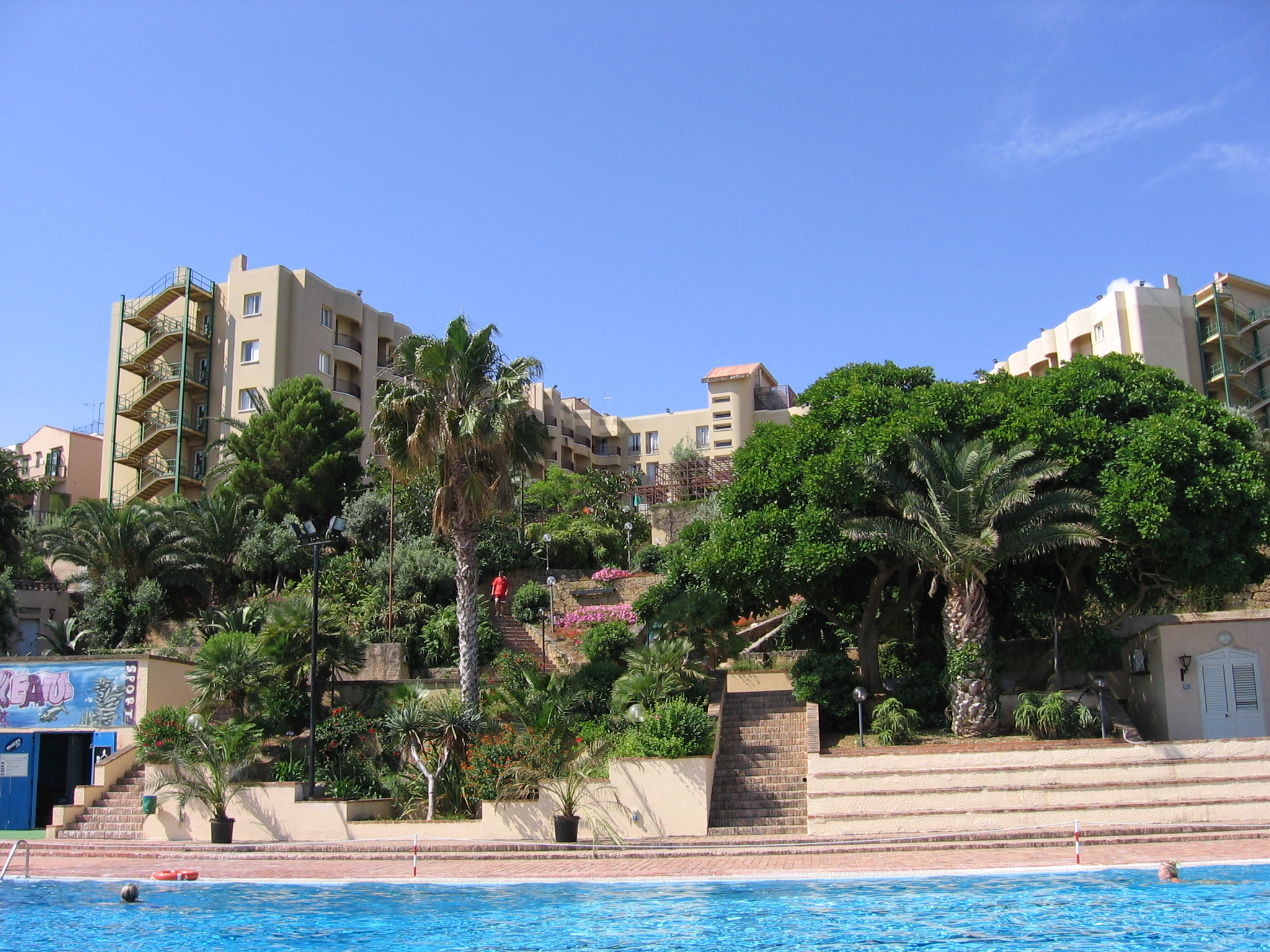
Hôtel Zagarella à Santa Flavia, propriété des Salvo près de laquelle est assassiné Ignazio Salvo.

Antonino Salvo est mort d'un cancer le 19 janvier 1986 dans une clinique de Bellinzone en Suisse à l'âge de 56 ans. Ignazio Salvo quant à lui, a été condamné à sept ans de prison pour « complot criminel » le 16 décembre 1987, lors du Maxi-Procès de Palerme contre la mafia. Il a été décrit comme un médiateur clé entre la mafia et l'élite politique et commerciale de la Sicile. Il est incarcéré pendant 5 ans puis assigné à résidence surveillé en Calabre. Son patrimoine, initialement confisqué par le tribunal lui est restitué en 1991 par une décision de la Cour d'appel jugeant que les relations établies avec la mafia ne suffisent pas à établir l'origine mafieuse de ses biens. 
Malgré une interdiction de présence dans les provinces de Palerme et de Trapani, Ignazio Salvo meurt le 17 septembre 1992, assassiné par la Mafia devant son domicile de Santa Flavia près de Palerme. Il est une victime d'une série de meurtres (Lima, Falcone, Borsellino), organisés par la mafia en représailles à la confirmation de la condamnation du Maxi-Procès de Palerme par la Cour suprême italienne en janvier 1992. En 1996, Giovanni Brusca été condamné par contumace à la perpétuité pour le meurtre d'Ignazio Salvo. 
L'allié des Salvo, Salvatore Lima a été tué en mars 1992 ainsi les juges Giovanni Falcone et Paolo Borsellino en mai et juillet 1992. 
En 1993, la police a retrouvé dans les archives de la photo-journaliste Letizia Battaglia deux photographies oubliée de Giulio Andreotti avec Nino Salvo de 1979 alors qu'Andreotti avait nié le connaître. Mis à part les témoignages, ces photos sont la seule preuve physique des liens de cet important politicien avec la mafia sicilienne,.